# Villa Joaquín
La Villa Joaquín és una obra del municipi de Sant Cugat del Vallès (Vallès Occidental) inclosa en l'Inventari del Patrimoni Arquitectònic de Catalunya.

## Descripció
Torre d'estiueig de petites dimensions envoltada per un pati. És de planta rectangular i té planta baixa i primer pis. Destaca la senzillesa de la façana arrebossada en blanc i decorada per esgrafiats de tema floral. La teulada de gran ràfec i sustentat per bigues de fusta i rajoles...un sòcol de pedra envolta la casa. Decoració amb rajoles de ceràmica a les finestres. Tanca de pedra amb els pilars decorats amb el mateix tipus de rajoles.